# Noelia Fernández Navarro
Noelia Fernández Navarro (Alicante, 21 de septiembre de 1976) es una ex gimnasta rítmica española que fue componente de la selección nacional de gimnasia rítmica de España en modalidad individual y de conjuntos. Fue campeona de la Copa de España en 1990 y 1993 y campeona de España en categoría de honor en 1992. A lo largo de la década de los 90 fue además varias veces campeona de España en primera categoría con el conjunto del Club Atlético Montemar. De 2000 a 2012 entrenó al conjunto español de gimnasia rítmica en varias etapas.

## Biografía deportiva

### Inicios
Con 6 años de edad se inició en la práctica de gimnasia rítmica en el Club Atlético Montemar. En 1988 fue llamada para la concentración de jóvenes promesas «Barcelona 92». Allí coincidió con algunas futuras estrellas de la gimnasia rítmica española como Ada Liberio, Edi Moreno, Carmen Acedo, Carolina Pascual, Eider Mendizábal, Rosabel Espinosa, Gemma Royo o Montse Martín. 

### Etapa en la selección nacional
En junio de 1988 participó en la categoría espoir (esperanza) en el torneo de Vénissieux (Francia), donde logró el oro en la general individual. En 1989 fue seleccionada por Emilia Boneva para formar parte del conjunto nacional júnior, entrenado por Rosa Menor, Paqui Maneus, Cathy Xaudaró y Berta Veiga, y participaría en el Campeonato de Europa Júnior de Tenerife obteniendo la medalla de bronce junto al resto del equipo, integrado también por Carmen Acedo, Ruth Goñi, Montse Martín, Eider Mendizábal y Gemma Royo, además de Cristina Chapuli y Diana Martín como suplentes.
En diciembre de 1989 obtuvo el bronce en la general de la primera categoría con el Club Atlético Montemar en el Campeonato de España de Conjuntos celebrado en Torrelavega (Cantabria), además del bronce en la final de 12 mazas y del oro en la final de 2 pelotas, 2 cuerdas y 2 aros. En ese conjunto montemarino también estaban algunas gimnastas que pertenecían o pertenecerían a la selección, como Verónica Bódalo, Carolina Pascual o Mónica Ferrández, y sería entrenado por Rosa Menor.
En marzo de 1990 participó como individual júnior en el torneo de Louvain-la-Neuve, donde fue oro por equipos, en la general, y en todas las finales por aparatos, y en el torneo de Thiais, donde fue bronce en la general, en cinta y en mazas, y plata en aro. En abril compitió en el torneo de Vénissieux, donde logró la plata. Ya como sénior, en junio fue 6.ª en la VI Copa Internacional Ciudad de Barcelona y 4.ª en el torneo Ciudad de Alicante. Ese año fue subcampeona de España en categoría de honor, quedando por detrás de Ada Liberio (oro) y por delante de Mónica Ferrández (bronce), Carmen Acedo (4.ª), Carolina Pascual (5.ª), Eider Mendizábal (6.ª) y Rosabel Espinosa (7.ª) en el Campeonato de España Individual celebrado en Guadalajara. En noviembre de 1990, participó en el Campeonato Europeo de Goteborg, donde logró el bronce por equipos junto a Mónica Ferrández y Carolina Pascual. En esa misma competición fue 12.ª en los preliminares del concurso general. No participó en la final al permitirse en la misma únicamente dos gimnastas por país como máximo. En la Copa de España de 1990, logró el oro en la 2.ª Fase en Barcelona, la 3.ª Fase en Valladolid y la Final, celebrada el 10 de noviembre en Alicante. 
En 1991 fue 4.ª en categoría de honor en el Campeonato de España Individual, celebrado en Torrevieja, donde quedó por detrás de Carolina Pascual, Mónica Ferrández y Carolina Borrell, y por delante de Carmen Acedo, Ada Liberio, Amaya Cardeñoso y Rosabel Espinosa. Ese mismo año, en la Copa de España logró el oro en cada una de las tres fases, disputadas en Tenerife, Valencia y Zaragoza, aunque quedó en la 4.ª plaza en la Final, disputada en Málaga, además de ser oro por comunidades al menos en las dos últimas pruebas. En noviembre de 1991, participó en los Juegos Iberoamericanos de Gimnasia en Curitiba, logrando el oro por equipos y en la general. 

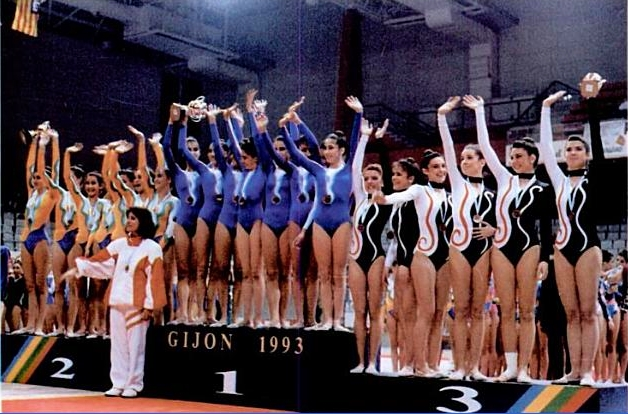
Club Atlético Montemar (izqda.) en el podio de 1ª categoría del Campeonato de España de Conjuntos en Gijón (1993).

En 1992 fue campeona de España en la categoría de honor, título logrado ex aequo con Rosabel Espinosa. Ese mismo año, en los Juegos Iberoamericanos de Gimnasia disputados en julio en Málaga, fue oro por equipos, en cuerda y en pelota, y plata en la general. Para 1993 fue subcampeona de España en categoría de honor, siendo solo superada por Carmen Acedo, en noviembre volvió a ser campeona de la Copa de España en Sevilla tanto en la general como en los cuatro aparatos, y en diciembre, en el Campeonato de España de Conjuntos en Gijón, logró la medalla de plata en la general y dos medallas de oro en las finales por aparatos (la de 6 cuerdas y la de 4 aros y 4 mazas) con el conjunto de primera categoría. Este conjunto montemarino estaba integrado por Noelia como capitana, Marta Baldó, Estela Giménez, Violeta Giménez, Peligros Piñero, Jéssica Salido y Montserrat Soria, algunas de las cuales fueron componentes de la selección española. Ese mismo mes, cuando Noelia tenía intención de retirarse, volvió a ser convocada por la selección nacional. En diciembre de 1994, nuevamente en Gijón, se proclamó campeona de España con el conjunto de primera categoría del Club Atlético Montemar. Este conjunto estaba integrado por Noelia, Violeta Giménez, Verónica Lillo, Jéssica Salido, Patricia Simón y Marina Zaragoza.
En 1998, con 22 años de edad, fue llamada para preparar como gimnasta del conjunto el Campeonato Mundial de Sevilla, aunque al final fue descartada para el mismo. Posteriormente, en diciembre de 1999 se volvió a incorporar a los entrenamientos del conjunto con vistas a participar en los Juegos Olímpicos, pero finalmente se retiró con 23 años poco antes de Sídney 2000.

### Retirada de la gimnasia

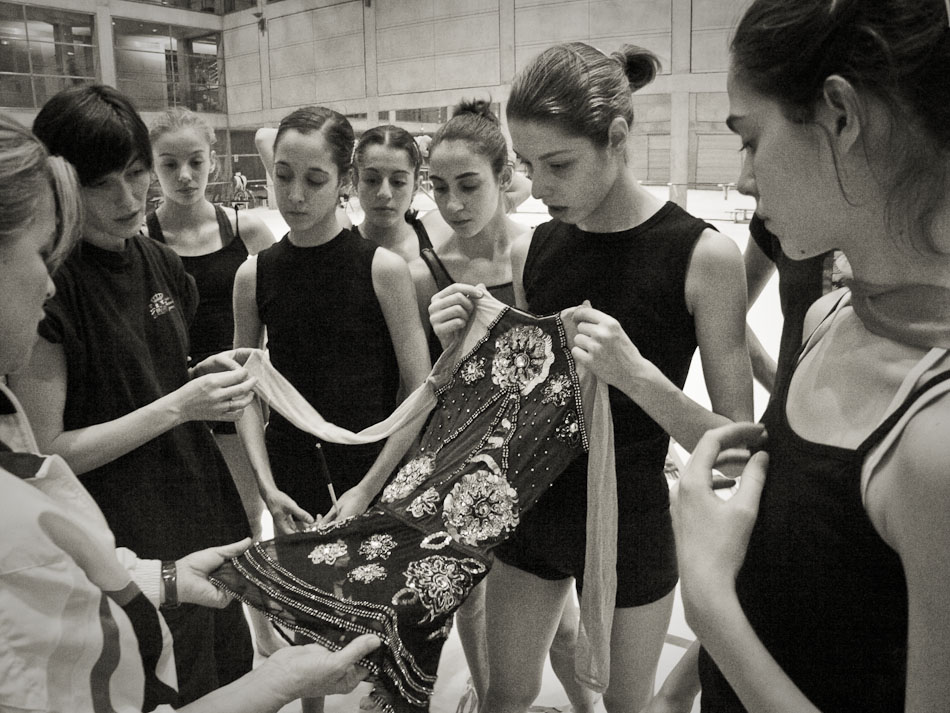
Noelia (a la izquierda, con camiseta oscura) con el conjunto español en su etapa como entrenadora del mismo (2003).

Tras su retirada se quedó como ayudante para el conjunto de la seleccionadora nacional Nancy Usero, y posteriormente de las siguientes seleccionadoras: Nina Vitrichenko en 2001, y Rosa Menor, de 2001 a 2004, consiguiendo el 7.º puesto y el diploma olímpico como entrenadora del conjunto en los Juegos Olímpicos de Atenas 2004. 
De 2004 a 2007, fue entrenadora del conjunto júnior de la selección nacional, equipo integrado por gimnastas como Loreto Achaerandio, Sandra Aguilar o Lidia Redondo. Compaginó este cargo con sus estudios en Magisterio de Educación Física. Noelia pasó posteriormente a ser técnico ayudante del conjunto de la seleccionadora Anna Baranova para los Juegos Olímpicos de Pekín 2008, y en mayo de 2009, tras la marcha de Sara Bayón, se convirtió en segunda entrenadora del conjunto sénior de la seleccionadora Efrossina Angelova. Tras la destitución de Angelova en octubre de 2010, estuvo trabajando con varias gimnastas del equipo a nivel corporal y técnica de aparato hasta enero de 2011, cuando Anna Baranova y Sara Bayón volvieron a hacerse cargo del equipo junto a ella.

## Equipamientos
| Período     | Proveedor |
| ----------- | --------- |
| 1988 - 2000 | Arena     |

## Música de los ejercicios
| Año                           | Aparatos | Música |
| ----------------------------- | -------- | --- |
| 1989 (Conjunto 1.ª categoría) | 12 mazas | «Una rosa es una rosa» de Mecano. |
| 1990                          | Pelota   | Rapsodia sobre un tema de Paganini de Serguéi Rajmáninov.                                                                            |
| 1990                          | Aro      | Cuadros de una exposición de Modest Músorgski.                                                                                       |
| 1990                          | Cinta    | Música del ballet El pájaro de fuego de Ígor Stravinski.                                                                             |
| 1990                          | Cuerda   | Temas «Sitting Pretty» y «Money, Money» del musical Cabaret, compuestos por John Kander.                                             |
| 1991                          | Aro      | Una noche en el Monte Pelado de Modest Músorgski.                                                                                    |
| 1991                          | Cuerda   | «Zorba's Dance» de Mikis Theodorakis.                                                                                                |
| 1992                          | Aro      | Banda sonora de la película Psicosis de Alfred Hitchcock, compuesta por Bernard Herrmann.                                            |
| 1993                          | Pelota   | Banda sonora de la película Out of Africa de Sydney Pollack, compuesta por John Barry.                                               |
| 1993                          | Mazas    | «Una rosa es una rosa» de Mecano. |
| 1993                          | Aro      | «Vampire Hunters», perteneciente a la banda sonora de Drácula, de Bram Stoker de Francis Ford Coppola, compuesta por Wojciech Kilar. |

## Palmarés deportivo

### Selección española
| 1989 - Campeonato de Europa Júnior de Tenerife 3.er puesto en preliminares Bronce en final (6 cintas) 1988 - Torneo de Vénissieux Oro en concurso general (categoría espoir) 1990 - Torneo de Louvain-la-Neuve Oro por equipos Oro en concurso general Oro en aro Oro en pelota Oro en mazas Oro en cinta - Torneo de Thiais Bronce en concurso general Plata en aro Bronce en mazas Bronce en cinta - Torneo de Vénissieux Plata en concurso general | 1990 - VI Copa Internacional Ciudad de Barcelona 6.º puesto en concurso general - Torneo Ciudad de Alicante 4.º puesto en concurso general - Campeonato de Europa de Goteborg Bronce por equipos 12.º puesto en concurso general (preliminares)* 1991 - Juegos Iberoamericanos de Gimnasia en Curitiba Oro por equipos Oro en concurso general 1992 - Juegos Iberoamericanos de Gimnasia en Málaga Oro por equipos Plata en concurso general Oro en cuerda Oro en pelota |

*No participó en la final del Europeo de 1990 al permitirse en la misma únicamente dos gimnastas por país como máximo

## Premios, reconocimientos y distinciones
- Premio Importantes de Información 1990 del mes de noviembre, otorgado por el Diario Información (1991)[9]

## Filmografía

### Programas de televisión
| Programas de televisión | Programas de televisión | Programas de televisión | Programas de televisión                                                                   |
| Año                     | Título                  | Cadena                  | Notas                                                                                     |
| ----------------------- | ----------------------- | ----------------------- | ----------------------------------------------------------------------------------------- |
| 2002                    | Escuela del deporte     | La 2 de TVE             | Comentarista de la Copa de la Reina de Gimnasia Rítmica en Cuenca junto a Carlos Beltrán. |
| 2004                    | Escuela del deporte     | La 2 de TVE             | Entrevistada en reportaje                                                                 |